# Santa Rosa (La Pampa)
Santa Rosa Argentína La Pampa tartományának fővárosa. Lakóinak száma 2010-ben meghaladta a százezret.

## Földrajz
A város az ország középső részén, La Pampa tartományban fekszik, amelynek fővárosa. A tartományon belül annak Capital nevű megyéjében található: a megye neve is azt jelenti, hogy „főváros”. Az ország legnagyobb városaitól kevesebb mint 700 km távolságra fekszik, fontos utak (például az 5-ös és a 35-ös országos főút) mentén, és Buenos Airesből repülőn is elérhető kevesebb mint egy óra alatt.
Környezete síkság, a város 175 méterrel fekszik a tenger szintje felett. Januárban 24, júliusban 7, éves szinten pedig 15,4 °C az átlagos hőmérséklet, de előfordulnak hőmérsékleti értékek -8 foktól kezdve egészen 40 fokig. A levegő éves átlagos páratartalma 68%.

## Története
A várost 1892. április 22-én alapították meg Remigio Gil ezredes birtokán; alapítójának Tomás Masónt, a birtok intézőjét tartják, aki egyben Gil apósa is volt. A hagyomány szerint azonban már három évvel a hivatalos alapítás előtt megjelent itt az első lakó, mégpedig a francia származású León Safontás. A város a Rosa nevet egyrészt az alapító feleségének, másrészt az argentin függetlenség védőszentjének, Limai Szent Rózának a tiszteletére kapta, és kezdetben, mivel közel feküdt Toay városához, megkülönböztetésül gyakran nevezték Santa Rosa de Toaynak is. Ezt a nevet néha még ma is használják.
Az új településre egyre több francia, olasz és spanyol bevándorló érkezett, a fejlődés pedig olyan jelentős volt, hogy mindössze 12 évvel az alapítás után, 1904-ben Santa Rosát az addigi General Acha helyett máris La Pampa tartomány (pontosabban akkor még nem tartomány, hanem úgynevezett „nemzeti terület”) fővárosává tették meg. Egy helyi „legenda” szerint a döntésben nagy szerepet játszott, hogy amikor több település is versengett a fővárosi címért, akkor néhány Buenos Airesbe küldött vízmintán valaki felcserélte a címkéket, és így a fővárosiak azt mutatták ki hogy a Santa Rosa-i víz jobb minőségű, mint a toayi.

## Turizmus, nevezetességek
A város jelentős turisztikai helyszín, többek között a konferenciaturizmus egyik központja, és számos szálláshellyel is rendelkezik. A szabadidő eltöltésére számos, helyi ételeket (is) kínáló vendéglő, cukrászda és zenés szórakozóhely is alkalmas, valamint rendelkezik egy modern kaszinóval is. Egyes vélemények szerint a Santa Rosa-i golfpályák az ország legjobbjai közé tartoznak, és gyakran rendeznek a városban lovaspólómérkőzéseket is.
A város és környékének fő nevezetességei:
- La Malvina városi természetvédelmi terület – 130 hektáros terület a város nyugati részén. Itt található a város alapítójának, Don Tomás Masónnak az egykori birtoka, ahol a birtokközpont elpusztult épületét felújították és múzeumot rendeztek be benne. A területhez tartozó Bosque de Caldén nevű erdő számos madárnak ad otthont.
- Los Caldenes városi természetvédelmi terület – 12 hektáros terület a Blanco Encalada, az M. Ávila, a Ramona Pereyra és a Liberato Rosas utcák által határolt területen. Számos „caldénfa” (Prosopis caldenia) található itt; a terület a város egyik „zöld tüdejének” számít.
- Don Tomás üdülőpark – több mint 500 hektáros terület egy nagy tóval, a város nyugati részén. Különféle labdasportpályák, játszóterek, úszómedence, atlétikai és kerékpárpálya található itt, valamint több kilátó is.
- Kézművespiac
- San Martín út – a belváros egyik legfőbb útja, több nevezetes épülettel, például a községi palotával és a jelzálogbank 1920-as évekbeli műemlék székházával. A Moreno és a Garibaldi keresztutcák között, a San Martín út középső, elválasztó sávjában található Raúl Fernández Olivi és Gustavo Gaggero fából készült szobra, amelyet 1994-ben állítottak fel a várostörténeti jelentőségű kölcsönös segítségnyújtási társaság megalapításának százéves évfordulójára. Az alkotás két része az amerikai és az európai kultúra egységét jelképezi.
- Calfucurá szálloda – a 13 szintes, 77 szobával rendelkező épület legnagyobb nevezetessége egy hatalmas külső falfestmény, amely Calfucurá indián kacikát ábrázolja.
- A La Pampa-i Egyetem kollégiuma – 1905-ben épült.
- Spanyol színház – a 19. század utolsó évtizedéből származik.
- Egykori kormányzati ház – 1911-ben kezdték építeni. 1935-től kezdve a földszinti rész volt a kormányzat székhelye, míg az emeleten a kormányzó lakott. Az 1960-as években az igazságügy székházává vált. Bejárata a Pellegrini utca felé néz.
- Vasútállomás – építése 1906-ban fejeződött be.

## Képek

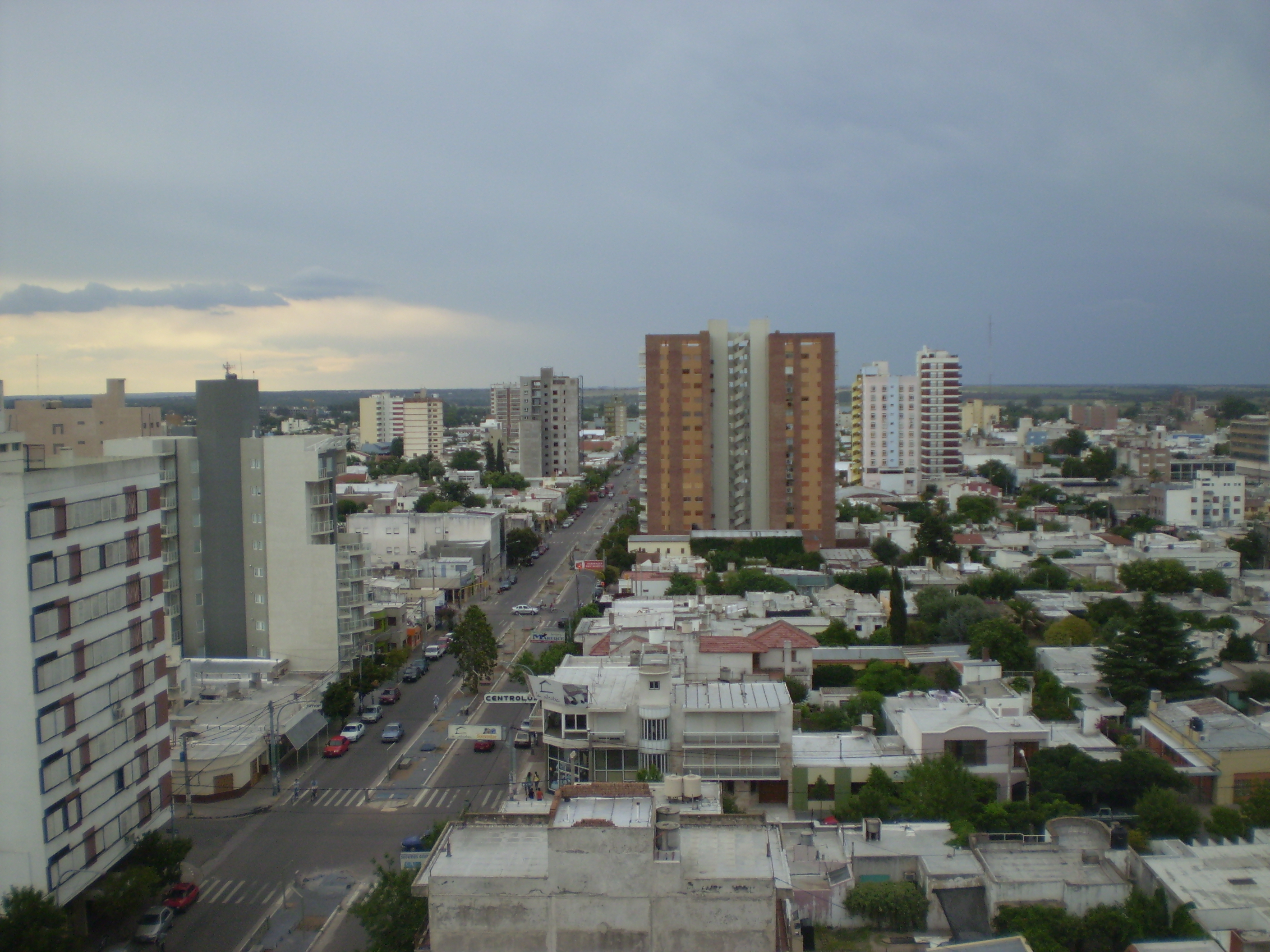
Belvárosi részlet
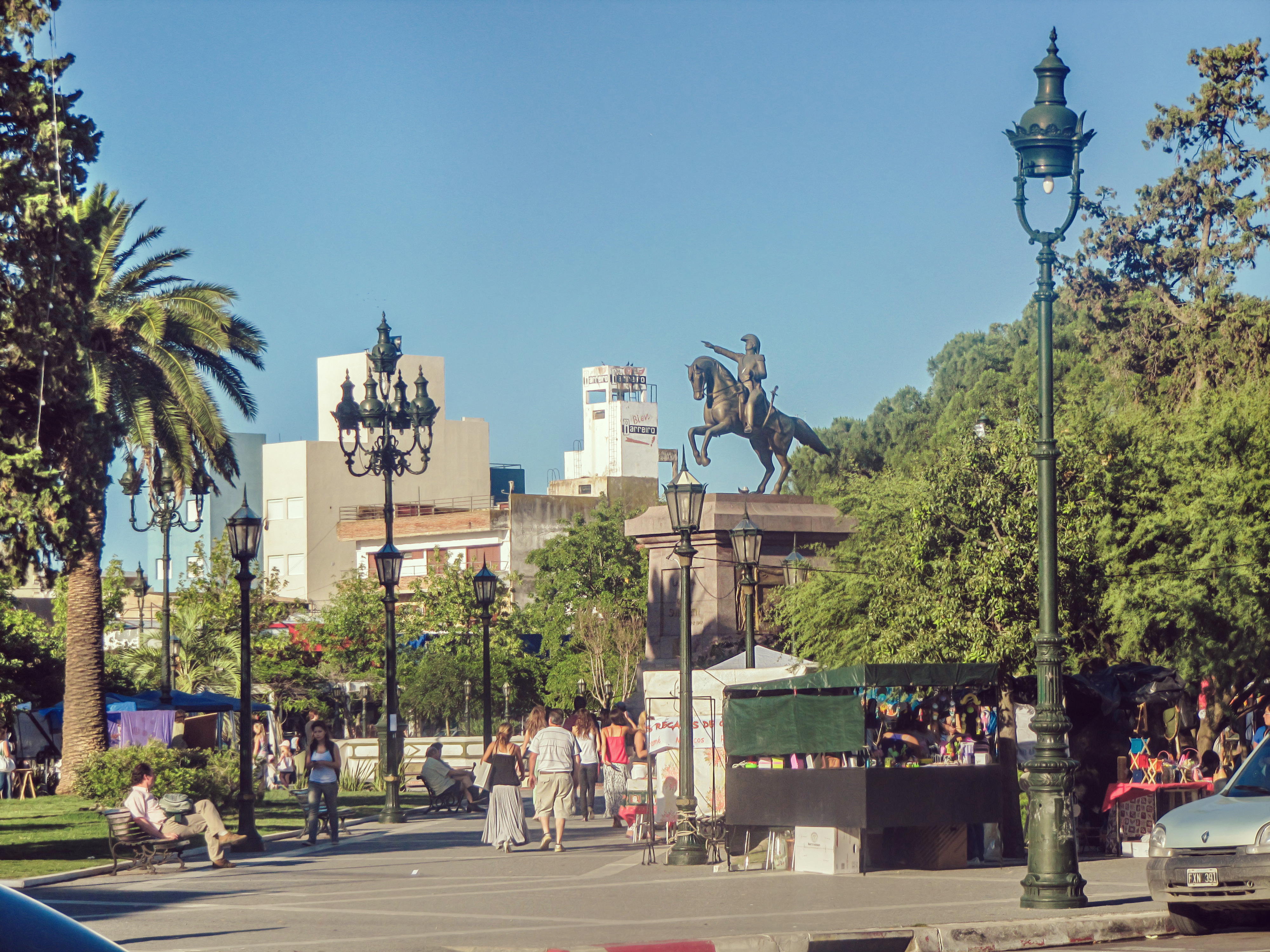
A San Martan tér a névadó tábornok emlékművével
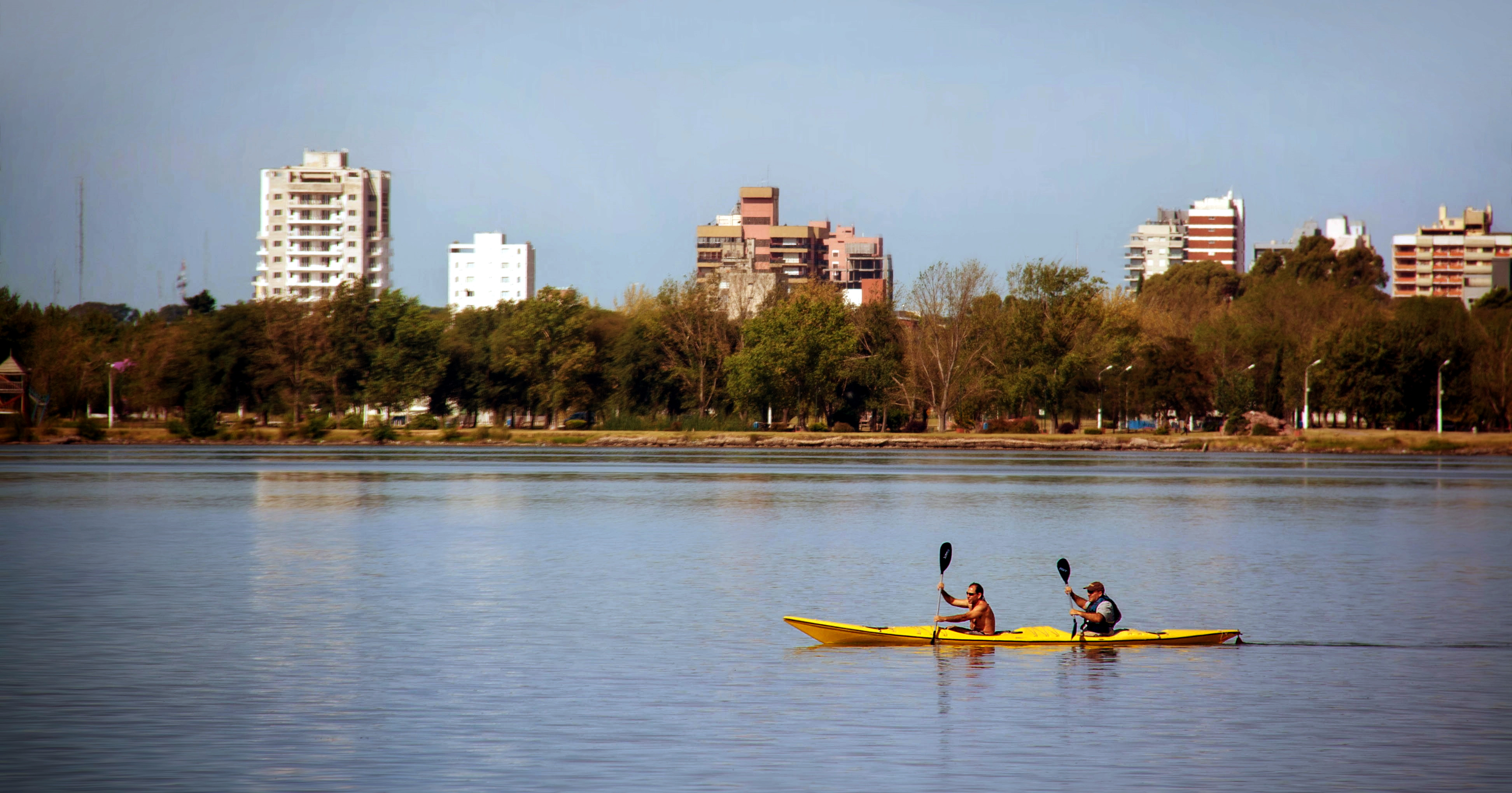
A Don Tomás-tó
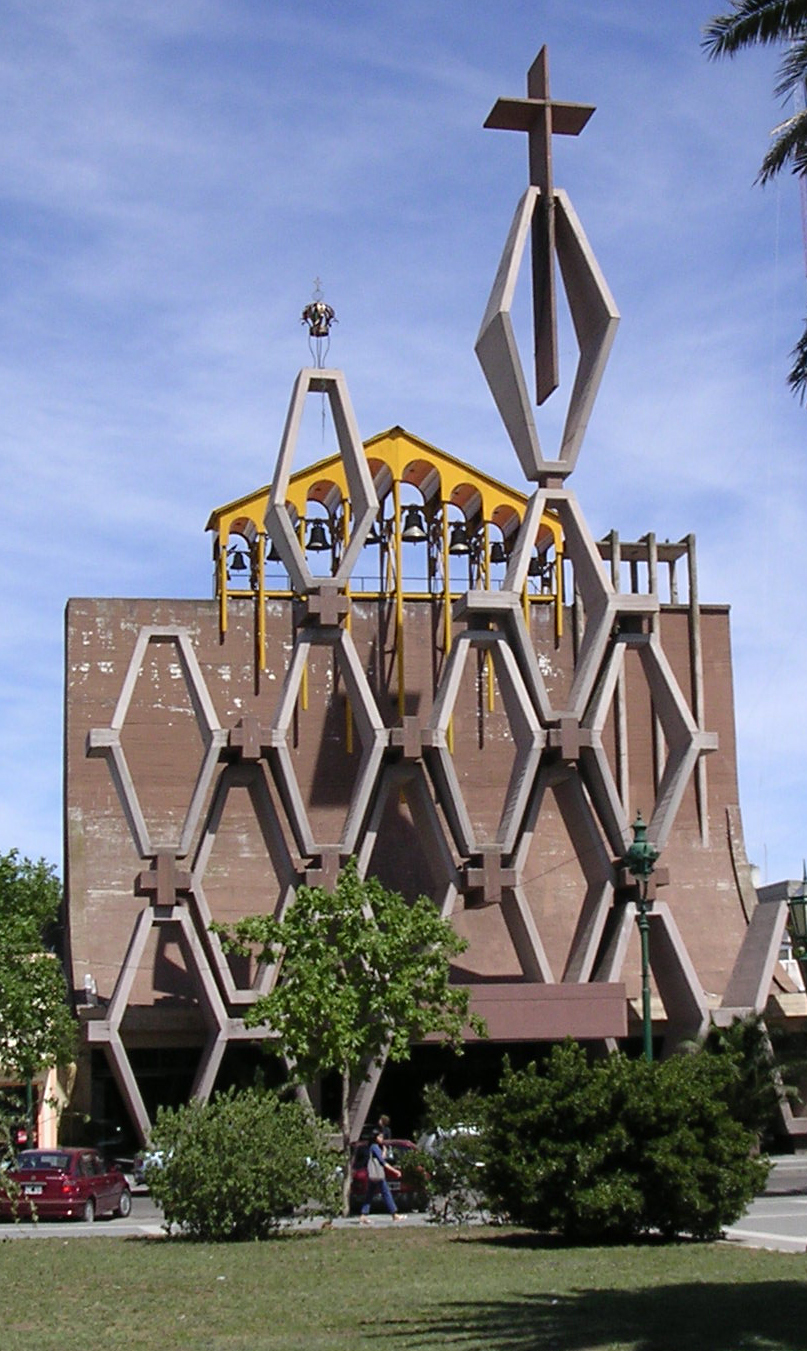
A modern székesegyház